# Tiempo Argentino (1982-1986)
Tiempo Argentino fue un periódico argentino fundado por Raúl Horacio Burzaco en noviembre de 1982.

## Historia
La Redacción se encontraba en la ciudad de Buenos Aires, en las oficinas de lo que había sido el diario La Opinión de Jacobo Timerman.
Tiempo Argentino tenía una maqueta muy moderna, en formato tabloide, orientado a la clase media urbana de Buenos Aires.
Fue de los primeros periódicos en publicar los resúmenes de partidos de rugby de Primera División con una cobertura similar a los partidos de fútbol.
Otro hito destacable fue su suplemento Cultural.

## Cierre
Tiempo Argentino fue el escenario de una sorda batalla política por el control de los medios de comunicación, lo que le llevó a su desaparición. 
Tiempo Argentino dejó de aparecer el 27 de septiembre de 1986, luego de perder su independencia editorial y de la partida de su fundador.